# Alejandro González Báez
Alejandro González Báez (Arucas, 22 de septiembre de 1990) actualmente reside en el C.A.R de Madrid, deportista español que compite en halterofilia, con el Club Tinerfeño E.T.H. y la selección española de Halterofilia. Su categoría de competición por edad es Absoluta y de peso hasta -77 kg. Ha sido varias veces campeón de España, ha participado en campeonatos europeos, ha sido campeón de Europa sub-23 y ha participado en Mundiales Absoluto, obteniendo los siguientes resultados:
- Campeón de Europa Sub-23
- décimo Mundial Absoluto 2013
- 9 Veces campeón de España
- 5 Veces mejor Marca